# Limpieza ultrasónica

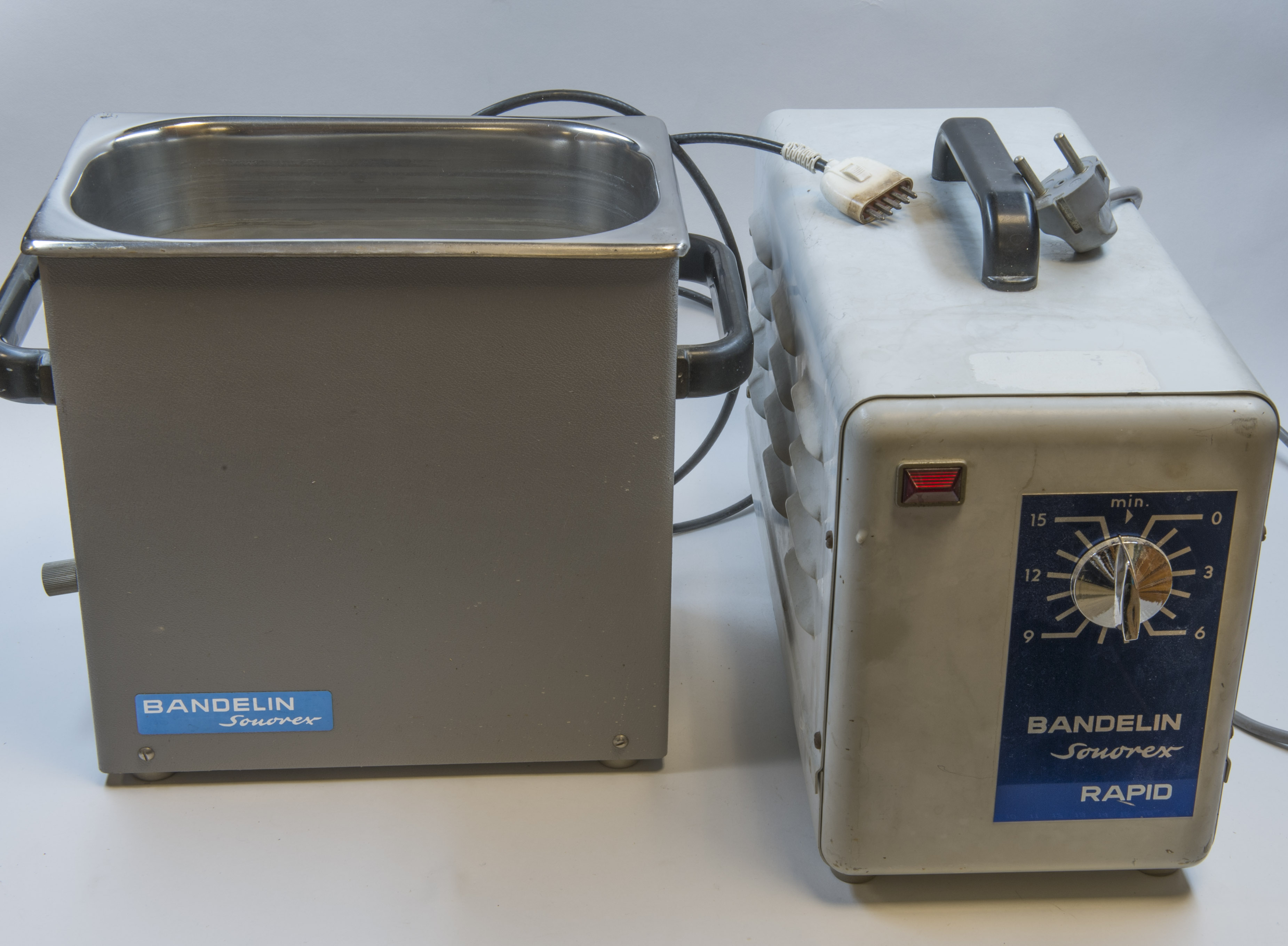
Aparato limpiador ultrasónico

Un limpiador ultrasónico es un dispositivo de limpieza que utiliza los ultrasonidos (generalmente de 15-400 kHz) y una adecuada solución de limpieza para limpiar objetos delicados. Los ultrasonidos no son efectivos sin la solución de limpieza; estos precisan una solución apropiada para cada objeto y la suciedad a limpiar.
A menudo son empleadas para la limpieza en la fabricación de joyas, lentes y otras piezas ópticas, monedas, relojes, de instrumentos quirúrgicos, piezas industriales como tubería automotriz, limpieza de moldes de inyección de plásticos, inyección de caucho, inyección de cristal, equipos electrónicos y una gran infinidad de aplicaciones que se han descubierto para este proceso. En el uso cotidiano, estos dispositivos se pueden encontrar en uso en la mayoría 
de los talleres de joyería, relojerías, o en talleres de reparación de teléfonos celulares (en el que podría ser utilizado para la limpieza de un teléfono que ha
sido expuesto a suficiente humedad para impedir su funcionamiento).

## Diseño y principio de funcionamiento
En un limpiador ultrasónico, el objeto a limpiar se coloca en un tanque de acero inoxidable que contiene un líquido conductor de ultrasonidos (una solución acuosa o disolvente orgánico, en función de la demanda). En los limpiadores acuosos, el producto químico añadido es un tensoactivo que rompe la tensión superficial del agua de la base. Un generador de ultrasonidos (transductores incorporados) incorporado en el tanque de acero inoxidable, o sumergido en el fluido, produce ondas ultrasónicas en el fluido por cambio de tamaño en sintonía con una señal eléctrica oscilante a la frecuencia de ultrasonidos. Esto crea ondas de compresión que "rompen" el líquido, dejando tras de sí millones de microscópicos "huecos" o "vacío parcial de burbujas" (cavitación). Estas burbujas se colapsan con gran energía; a temperaturas de 10000 K y presiones de 50000 libras por pulgada cuadrada; pero son tan pequeñas que no hacen más que limpiar la superficie y eliminar la suciedad y contaminantes. Cuanto mayor sea la frecuencia, menor es el espacio entre los nodos de la cavitación, lo que permite la limpieza de los más intrincados detalles.
Los transductores son generalmente de material piezoeléctrico (por ejemplo, zirconate titanato de plomo o titanato de bario), y, a veces, magnetoestrictivos (hechos de un material como el níquel o la ferrita). Los productos químicos frecuentemente utilizados como limpiadores en muchas industrias no son necesarios, o utilizados en concentraciones mucho más bajas, con agitación ultrasónica. Los ultrasonidos se utilizan para la limpieza industrial, en muchos centros médicos y dentales, y en técnicas de los procesos industriales.

## Solución limpiadora
La actividad de ultrasonidos (cavitación) ayuda a la solución a hacer su trabajo; el agua normalmente no es eficaz. La solución de limpieza contiene ingredientes diseñados para hacer la limpieza por ultrasonidos más eficaz. Por ejemplo, la 
reducción de la tensión superficial aumenta los niveles de cavitación, por lo que la solución debe contener un buen agente humectante (surfactante). Soluciones acuosas de limpieza contienen detergentes, agentes humectantes y otros componentes, y tienen una gran influencia en el proceso de 
limpieza. La correcta composición de la solución es muy dependiente del objeto a limpiar. La solución no debe reaccionar en una forma indeseable con el objeto que se ha limpiado. Una solución cálida es la mejor, a unos 50-65 °C.
Las soluciones basadas en agua muestran menos capacidad para eliminar los contaminantes químicos por acción disolvente que otras soluciones, por ejemplo, para las partes delicadas con una capa delgada de grasa. El esfuerzo necesario para un diseño eficaz de limpieza acuosa del sistema para un propósito en particular es mucho mayor que para un sistema de disolvente.
Las soluciones inflamables no deben utilizarse, ya que pueden ser peligrosas debido a la alta temperatura generada. Ácidos y lejías sólo deben utilizarse si no reaccionan con el objeto que se está limpiando o tanque del limpiador. Las soluciones se deben reponer cuando se han usado notablemente.
Para probar la eficacia, dibujar una "X" con un lápiz HB (normal) a través de un vidrio esmerilado húmedo. Sumergir, y encender. La "X" debe comenzar a desaparecer de inmediato, pasados 10 segundos. Para probar la uniformidad de la limpieza, tomar 3 piezas de papel de aluminio de unos 10 × 20 cm. Sostener las 3 piezas en el tanque, una en el centro y las otras cerca de los bordes opuestos. Ejecute la limpieza por ultrasonidos durante unos 10 minutos. Las 3 piezas deben quedar aproximadamente igual de perforadas y arrugadas. 
Después de la limpieza, los elementos deben limpiarse con agua, ya sea en el limpiador por separado . Si el objeto a limpiar puede resultar dañado por sacarlo húmedo después del lavado, puede ser calentado o centrifugado para acelerar su secado.

## Utilización

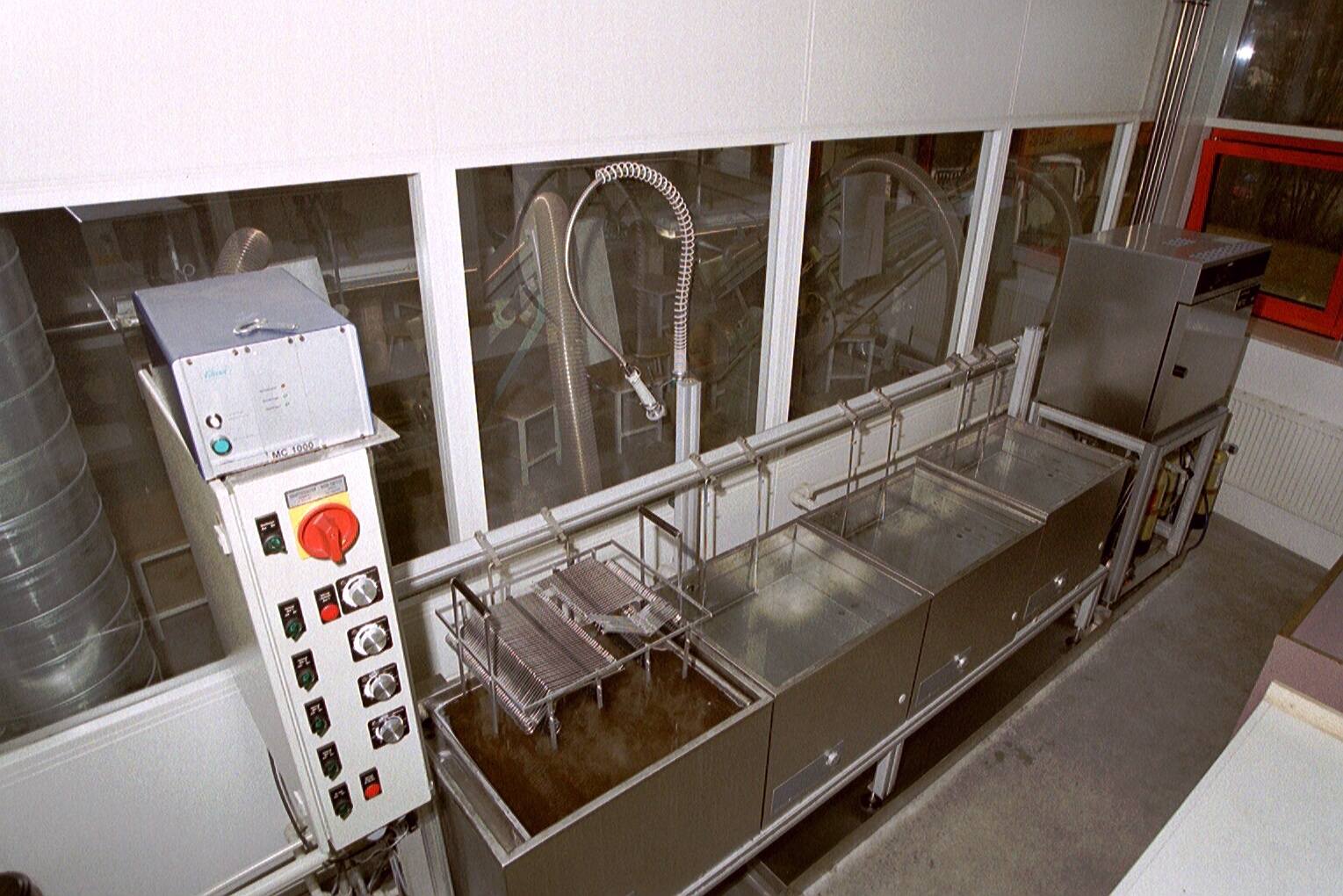
Sistema de limpieza ultrasónico para la limpieza de instrumentos quirúrgicos.

Los limpiadores por ultrasonidos se utilizan en la industria del automóvil, deportiva, impresión, marina, médica, farmacéutica, en cuidados de la piel, en galvanoplastia, en unidades de disco componentes y en ingeniería. Los limpiadores también se utilizan para determinar experimentalmente las constantes elásticas de muchos materiales anisotrópicos. Las ondas ultrasónicas por lo general sólo pueden ser enviadas a través de un material en ángulo recto a la superficie del material (incidencia normal). En el agua el ángulo de incidencia de una onda longitudinal se puede ajustar, induciendo las ondas tanto longitudinal como transversalmente en el material. A continuación, midiendo el tiempo de vida para las dos ondas, las constantes elásticas se puede determinar. 
Los materiales adecuados para la limpieza por ultrasonidos son de acero inoxidable y acero dulce, aluminio, cobre, latón y otras aleaciones, madera, plásticos, caucho y tela.